# 京都府立舞鶴支援学校
京都府立舞鶴支援学校（きょうとふりつ まいづるしえんがっこう）は、京都府舞鶴市にある府立特別支援学校。

## 交通アクセス
- 舞鶴若狭自動車道 舞鶴西IC すぐ。
- JR西日本 舞鶴線 真倉駅 から徒歩約20分。
- JR西日本 舞鶴線 西舞鶴駅 から自動車で約10分。

## 設置学部
- 小学部
- 中学部
- 高等部
  - 普通科　生活自立コース
  - 普通科　職業自立コース
- その他
  - 特別支援教育トータルサポートセンター

## 歴史
- 2004年（平成16年）4月1日 - 旧京都府立舞鶴養護学校内に舞鶴地区新設養護学校開設準備室を設置。
- 2005年（平成17年）4月1日 - 京都府立舞鶴養護学校開校。同日、旧京都府立舞鶴養護学校及び北吸分校を、京都府立舞鶴養護学校行永分校及び北吸分校として設置。
- 2011年（平成23年）4月1日 - 学校名を「京都府立舞鶴支援学校」に変更。